# Zipora Rafaelov
Zipora Rafaelov (* 1954 in Beʾer Scheva, Israel) ist eine israelische Künstlerin.

## Leben und Werk
Von 1973 bis 1975 studierte Rafaelov Journalistik und Ökonomie an der Universität Tel Aviv. Anschließend folgte ein Abendstudium am Institut für schöne Künste, Bat Jam (Israel). Sie setzte ihr Studium an der Kunstakademie Düsseldorf von 1981 bis 1987 fort; 1986 wurde sie zur Meisterschülerin ernannt. Sie lebt und arbeitet in Düsseldorf.
Rafaelov arbeitet in zwei unterschiedliche Techniken: Zum einen schafft sie ortsabhängige Rauminstallationen, in denen sie mittels einer Vielzahl feiner Fäden grafische und skulpturale Eigenschaften miteinander verbindet; zum anderen schneidet sie filigrane Schattenrisse aus Papier mit Motiven der Alltagskultur. Beide Techniken verbindet die Reduktion auf schwarze und weiße Materialien und die Inszenierung von Licht und Schatten.

## Einzelausstellungen
2018
- Städtische Galerie Neunkirchen – Zipora Rafaelov. Die dritte Dimension der Linie.

2016
- LVR-LandesMuseum Bonn – Zipora Rafaelov -Gezeichnetes Licht, Preisträgerin des Rheinischen Kunstpreises des Rhein-Sieg-Kreises

2015
- Kunstverein Rhein/Sieg e.V. im Pumpwerk, Siegburg

2014
- Galerie Art Engert, Eschweiler – »Schatten-Spiele«
- Kunstverein Ebersberg – »Spirit«
- Kunstverein Hattingen – »Ahuva«
- Kunstverein Landshut – »Naʿama«
- Kunstverein Region Heinsberg – »LICHTDURCHFLUTET«

2013
- Galerie #23, Velbert-Langenberg
- Gewölbekeller Kloster Kamp, Kamp-Lintfort – »Gingit«

2012
- Kunstmuseum Siegburg – »Bosmat« (Katalog)

2011
- sweet home, private art space, Berlin
- THE BOX, Düsseldorf
- Kunstverein Paderborn – »Tamar«

2009
- Galerie Ralf Seippel, Köln

2008
- Neuer Kunstverein Regensburg – »Serimat-Or«
- Galerie Michael Schmalfuß, Museumsnacht, Marburg – »Schatten Licht«
- Kulturhistorisches Museum Görlitz – »Schimmerndes«
- Katolickie Centrum Kultury, Krakau, Polen – »Fragment Edenu« (Katalog)
- Rietschelkapelle in der St. Nicolaikirche zu Pulsnitz – »Keren-Or«

2007
- Kunst aus NRW, Kunst aus Nordrhein-Westfalen, ehemalige Reichsabtei, Aachen-Kornelimünster »Traumversunken« (Katalog)
- Kunstverein Münsterland, Coesfeld – »Tagträume« (Katalog)
- Galerie Carola Weber, Wiesbaden – »Ein Fest für die Sinne«
- Kunstverein Aichach – »Eva – Zwischen Himmel und Erde«
- Katholisches Stadthaus Wuppertal – »Weiße Schatten«
- Museum Ratingen – »Eva’s Welt«

2006
- Kunstverein Neckar-Odenwald, Altes Schlachthaus, Mosbach – »Glas-Haus«
- Bautzener Kunstverein, Galerie Budissin, Bautzen – »Morgenlicht«

2005
- Niederrheinischer Kunstverein, Wesel – »Licht von Osten«
- Cultureel Centrum de Weijer, Boxmeer, Niederlande – »Licht uit het Oosten«
- Künstlerverein Malkasten, Düsseldorf – »blühweiss«

2004
- Neue Galerie im Höhmannhaus, Städtische Kunstsammlungen Augsburg – »Tunnel« (Katalog)
- Verein Kultur und Denkmal, Wasserturm, Merzenich – »Licht-Turm«
- Galerie AO, Emsdetten – »IN WEISS UND WEISS«

2003
- Ehemalige Synagoge Wittlich – »Licht-Spiele« (Katalog)
- Evangelische Kirche in Gemünd – »Ende! Aus! Vorbei?« Dialog Kirche-Kunst-Museum (Katalog)
- Rheinisches Landesmuseum Bonn, Alte Rotation – »Licht-Säule« (Katalog)

2002
- Kunst:Raum Sylt-Quelle, Rantum/Sylt – »Licht-Punkte«
- Museum Synagoge Gröbzig – »Himmelsrichtungen« (Katalog)
- Galerie Peter Zimmermann, Mannheim
- Jüdisches Museum Rendsburg + Dr. Bamberger-Haus, Rendsburg – »Morgenstern« (Katalog)
- Ehemalige Synagoge Drensteinfurt – »MILCHSTRASSE« (Katalog)

2001
- Ehemalige Synagoge Grevenbroich-Hülchrath – »Lichtquelle« (Katalog)
- Atelier am Eck, Salzmannbau, Düsseldorf – »LICHT«
- Galerie Seippel, Köln
- Kunstverein – Palais für aktuelle Kunst, Glückstadt
- Glashaus im Brückenkopf-Park, Jülich – »Schwebende Gegenstände«
- Ehemalige Synagoge, Hemsbach (Katalog)

2000
- Kunstmuseum Alte Post, Mülheim an der Ruhr – »Ganz in Weiß« (Katalog)
- Kunstmuseum Gelsenkirchen – »Leukos – hell, weiß, licht« (Katalog)

1998
- Galerie Konrad Mönter, Meerbusch – »Licht und Schatten«

1996
- Galerie Pim de Rudder, Assenede, Belgien
- Galerie Roswitha Tittel, Köln – »Blau-Weiß«

1994
- Galerie Seippel (mit Werner Mally), Köln

1993
- Flugsteig B-54, Flughafen Düsseldorf

1992
- Galerie Begasse, Düsseldorf – »Junges Programm« (Katalog)

1991
- Kunsthaus Mettmann Galerie Trinsenturm, Ratingen

1990
- Galerie Begasse (mit B. Müller-Dannhausen), Düsseldorf

1985
- Station Kunst, Ratingen

## Gruppenausstellungen
2015
- Identitätsmetamorphosen – Mendeli-Akademie in Verbindung mit der Jüdischen Gemeinde Düsseldorf im Stadtmuseum Düsseldorf im Rahmen der Jüdischen Kulturtage im Rheinland 2015

2014
- Neuer Kunstverein Aschaffenburg – »papier=kunst 8« (Katalog)
- Kunstverein Eislingen – »6. binnale der zeichnung-strich um strich« (Katalog)
- Dominikanerkirche, Regensburg – »Zwischen Himmel und Erde« (Katalog)
- Schloss Agathenburg – »geschnitten – Räume mit der Schere gezeichnet«

2013
- Städtische Galerie Rosenheim – »ganz klar. Wasser« (Katalog)
- Deutsches Klingenmuseum, Solingen – »Randscharf Scherenschnitt Heute« (Katalog)
- Frauenmuseum, Bonn – »Evo-Frauen in den Weltreligionen« (Katalog)

2012
- Gallery Tova Osman, Tel-Aviv, IL – »All black ?«

2011
- MEWO Kunsthalle Memmingen – »das alphabet« (Katalog)

2010
- Städtische Galerie Fürth – »Cut. X« (Katalog)
- Frauenmuseum, Bonn – »Gabriele Münter Preis« (Katalog)
- Städtische Museen Heilbronn – »mit Ecken und Kanten – Scherenschnitt Heute«
- Kunstverein Glückstadt – »10 Jahre – Palais für aktuelle Kunst« (Katalog)
- Martin-Gropius-Bau, Berlin – »Gabriele Münter Preis« (Katalog)
- Museum Kunstpalast, Düsseldorf – »Große Kunstausstellung NRW« (Katalog)

2009
- Anna Troner Art Consulting, Düsseldorf – »Übers Sofa II«

2008
- TUI-Stiftung, Hannover – »Sommer- frische«
- The Bible Museum, Tel-Aviv, IL – »The faces of Eve« (Katalog)
- Museum Kunstpalast, Düsseldorf – »Große Kunstausstellung NRW« (Katalog)

2007
- Galerie Arteversum, Düsseldorf – »24/7 twentyfour hours seven days a week« (Katalog)
- Altes Museum/Bis-Zentrum, Mönchengladbach – »connected«
- Halle 6 – Galerie Christine Hölz, Düsseldorf – »Format 13 × 18 - 60 × 45«

2006
- Gallery Godo, Seoul, Süd-Korea (Katalog)
- plan.d., Düsseldorf – »Spring-Zeit«
- Flottmann-Halle, Herne – »Über Kopf« (Katalog)
- Städtisches Museum, Wesel – »25 Jahre Niederrheinischer Kunstverein« (Katalog)
- Galerie am Schweizer Platz, Frankfurt am Main – »FLOWERS«
- Kunstverein Bad Salzdetfurth – »Lend Me Your Ear« (Katalog)

2004
- Hans-Thoma-Gesellschaft, Kunstverein Reutlingen – »Schwerelos 11 Positionen«
- Frauenmuseum Bonn – »Gabriele Münter Preis« (Katalog)
- Museum Hafnarborg, Hafnarfjörður, Island – »Stefnbumót Hafnarfjördur & Düsseldorf«
- Galerie AO, Emsdetten
- Kunstmuseum in der Alten Post, Mülheim an der Ruhr – »Schachteln- kunst«
- The Dallas Center for Contemporary Art, Dallas, USA – »Piece Work: fiber & multiples« (Katalog)
- Martin-Gropius-Bau, Berlin – »Gabriele Münter Preis« (Katalog)

2003
- Eifelmuseum Blankenheim – »Ende! Aus! Vorbei?« – Dialog Kirche-Kunst-Museum (Katalog)
- Museum Bochum – »Das Recht des Bildes... Jüdische Perspektiven in der modernen Kunst« (Katalog)
- BNC Gallery, Daejeon, Süd-Korea
- Halle 6 – Galerie Christine Hölz, Düsseldorf – »Tierische Begegnungen« (Katalog)
- Sek-pa Gallery, Busan, KR MAGallery, Fukuoka, Japan (Katalog)

2002
- Busan International Environment Air Festival, Busan, Südkorea
- Galerie Münsterland e.V., Emsdetten – »Ambivalenzen« (Katalog)
- Frauenmuseum Bonn – »Ambivalenzen« (Katalog) Visual Gallery Godo, Seoul, Südkorea (Katalog)

2001
- Galerie Peter Zimmermann, Mannheim
- Kutscherhaus, Recklinghausen – »Preis des Vestischen Künstlerbundes« (Katalog)
- Projekt – »Kunstpfade«, Ratingen

2000
- Städtisches Museum Seoul, Südkorea – »Deutsch-Koreanische Ausstellung« (Katalog)

1999
- Galerie Fabian Speicher, Düsseldorf – »DERWEGISTDASZIEL«
- B.A.U.S. Box Art Museum, Tanumshede, Schweden
- Flottmann-Hallen, Herne – »räumlicht« (Katalog)
- Ateliers Höherweg e.V., Düsseldorf – »Kunst in Schachteln«

1998
- Kunsthaus Langenberg – »Tuchfühlung« (Katalog)

1997
- Altes Arbeitsamt, Düsseldorf – »Weißes Rauschen – Künstlerräume« (Katalog)
- Landtag NRW, Düsseldorf – »Mifgash – Begegnungen« 1997

1996
- Galerie Pim de Rudder, Assenede, Belgien

1995
- Deutsches Klingenmuseum, Solingen – »Bergische Kunstausstellung« (Katalog)
- Kunstverein Recklinghausen – »DIN A 4« (Katalog)

1994
- Goethe-Institut, Rotterdam
- Rheinisches Landesmuseum, Bonn
- Kunsthaus Langenberg – »Grundsteinkiste« (Katalog)
- ExpoHenk, Rotterdam – »The Happy Room«

1993
- Ballhaus, Düsseldorf – »Rotterdam-Düsseldorf«
- Deutsches Hygiene-Museum, Dresden – »100 Jahre Odol« (Katalog)

1992
- Galerie Trinsenturm, Ratingen

1991
- Galerie Begasse, Düsseldorf

1990
- Galerie 68 elf, Köln – »Schwarz-Rot-Gold«

1988
- Museum für Kunst und Gewerbe, Hamburg – »Gold: Art+Design«

1986
- Städtische Galerie, Kaarst – »Junge Künstler«

1983
- Galerie Kwok, New York – »Laprima«

## Arbeiten in öffentlichen Sammlungen
- Sammlung des Landes NRW, Ehemalige Reichsabtei, Aachen-Kornelimünster
- Rheinisches Landesmuseum, Bonn
- Staatliche Kunstsammlungen Dresden
- Ministerium für Städtebau, Kultur und Sport, Düsseldorf
- Museum Kunstpalast, Düsseldorf
- Städtisches Museum, Gelsenkirchen
- Museum Synagoge, Gröbzig
- Städtische Museen Heilbronn
- The Israel Museum Jerusalem
- Galerie der Roland Versicherung, Köln
- Kunstmuseum in der Alten Post, Mülheim an der Ruhr
- Stiftung Kunst:Raum Sylt-Quelle, Rantum/Sylt
- Museum der Stadt Ratingen
- Nordisches Haus, Reykjavík
- Volksbank Weinheim eG

## Auszeichnungen und Stipendien
- 2014 Rheinischer Kunstpreis
- 1988 Stipendium der Hedwig und Robert Samuel-Stiftung, Düsseldorf